# Радиоактивно замърсяване
Радиоактивно замърсяване се нарича трайното замърсяване с радиоактивни частици, най-често вследствие на ядрен взрив или радиационна авария.
Тези частици се разнасят из атмосферата от експлозията и впоследствие падат на земята. Така образуваният радиоактивен прах е основният замърсител. Въпреки много строгите мерки за сигурност при работата на ядрените реактори, са известни случаи на аварии в АЕЦ (например в Чернобил), когато от активната зона на реактора са изхвърлени в атмосферата значителни количества реактивни вещества. Те попадат в почвата, водата и въздуха и водят до радиоактивно замърсяване на околната среда.
Особено опасни за човека са радиоактивните отпадъци с радиоактивните изотопи на йода и стронция. Например човек може да погълне радиоактивен йод от млякото, произведено в засегнат от аварията район. Йодът се натрупва в щитовидната жлеза, а стронцият – в костите, поради което човешкият организъм се подлага на продължително вътрешно радиоактивно облъчване.

## Съхранение на радиоактивни отпадъци
Опасност за околната среда може да възникне и при неправилно съхраняване на радиоактивните отпадъци. Ядрените реактори периодически се презареждат със свежо гориво. Вече използваното гориво съдържа голямо количество радиоактивни вещества. То се подлага на преработка, а получените радиоактивни отпадъци се „погребват“ в специално построени за тази цел хранилища. Вземат се мерки, за да се изключи възможността радиоактивни вещества от хранилищата да попаднат в почвата и водите.

## Опити с атомно оръжие
Остатъците от ядрената военна надпревара от втората половина на ХХ век продължават да са опасност за околната среда. Така например на определения ядрен полигон от комунистическото ръководство на СССР близо до град Семей (Семипалатинск), Казахстан, са взривени 456 опитни ядрени заряда, от които 120 броя на повърхността на земята. Според проучвания проведени през 1996 година на територията на Казахстан има 176 000 000 тона ядрени радиоактивни отпадъци, което e основния екологичен проблем на тази държава. Броят на загиналите и болните вследствие радиоактивното замърсяване е неизвестен, но замърсената почва няма да се използва още много поколения напред. 
Необитаеми са островите в Тихи океан от проведените френски ядрени опити. Спирането на опити с ядрено оръжие, макар и влязло в сила, не може да възпре ядрените амбиции на държави като Северна Корея и Иран. Стремежът им да бъдат в списъка на притежателите на ядрено оръжие и проведеният ядрен взрив от Северна Корея неминуемо ще доведе до нарушаване на екологичното равновесие в района около тези държави.

## Неконтролирано изхвърляне на радиоактивни отпадъци
Баренцово море има лошата слава на „масов гроб“ за радиоактивни отпадъци. В гр. Мурманск в Русия e разположена основната част от руския Северен флот от атомни подводници, които годишно произвеждат и отлагат на дъното на морето 5000 тона радиоактивни отпадъци. Предполага се, че във водите на водния басейн се изхвърлят и отпадъци от ядрения реактор в гр. Полярний, както и отпадъци от ядрени ракети останали от времето на Студената война. Норвежките заводи за преработка на радиоактивни отпадъци вероятно също допринасят за развитието на тази екологична криза. 